# Myrmeleon mobilis
Myrmeleon mobilis är en insektsart som beskrevs av Hagen 1888. Myrmeleon mobilis ingår i släktet Myrmeleon och familjen myrlejonsländor. Inga underarter finns listade i Catalogue of Life.